# Puccinia espinosarum
Puccinia espinosarum ist eine Ständerpilzart aus der Ordnung der Rostpilze (Pucciniales). Der Pilz ist ein Endoparasit der Korbblütlergattung Eupatorium. Symptome des Befalls durch die Art sind Rostflecken und Pusteln auf den Blattoberflächen der Wirtspflanzen. Sie ist in Mittelamerika verbreitet.

## Merkmale

### Makroskopische Merkmale
Puccinia espinosarum ist mit bloßem Auge nur anhand der auf der Oberfläche des Wirtes hervortretenden Sporenlager zu erkennen. Sie wachsen in Nestern, die als gelbliche bis braune Flecken und Pusteln auf den Blattoberflächen erscheinen.

### Mikroskopische Merkmale
Das Myzel von Puccinia espinosarum wächst wie bei allen Puccinia-Arten interzellulär und bildet Saugfäden, die in das Speichergewebe des Wirtes wachsen. Ihre Spermogonien und Aecien sind unbekannt. Die beidseitig auf den Wirtsblättern wachsenden Uredien des Pilzes sind zimtbraun. Ihre zimt- bis goldbraunen Uredosporen sind 32–38 × 20–24 µm groß, asymmetrisch querellipsoid und stachelwarzig. Die beidseitig wachsenden Telien der Art sind schwarzbraun, pulverig und unbedeckt. Die dunkel kastanienbraunen Teliosporen sind zweizellig, in der Regel breitellipsoid und 42–50 × 33–38 µm groß. Ihre Stiele sind farblos und bis zu 160 µm lang.

## Verbreitung
Das bekannte Verbreitungsgebiet von Puccinia espinosarum reicht von Guatemala bis ins zentrale Mexiko.

## Ökologie
Die Wirtspflanzen von Puccinia espinosarum sind verschiedene Wasserdostarten. Der Pilz ernährt sich von den im Speichergewebe der Pflanzen vorhandenen Nährstoffen, seine Sporenlager brechen später durch die Blattoberfläche und setzen Sporen frei. Die Art durchläuft einen Entwicklungszyklus, von dem bislang nur Telien und Uredien sowie deren Wirt bekannt sind; Spermogonien und Aecien konnten ihr nicht zugewiesen werden.